# 굽타 (왕)
굽타(굽타 문자:  Gu-pta, 기원후 3세기 후반 재위)는 굽타 왕조의 개창자이다. 7세기 중국 승려 의정에 따르면 그는 중국 순례자들을 위해 미리가시아시아포노(므리가시카바나) 근처에 사찰을 세운 실리급다 왕( "스리굽타"의 한역으로 추정)과 동일시된다. 이 사찰은 인도 동부 어딘가에 위치했는데, 그 위치의 확인에 따라 현대 학자들은 굽타의 영토를 현재의 동부 우타르프라데시주 또는 벵골 지역으로 다양하게 비정하고 있다.

## 이름
굽타는 그의 비문이나 주화에 의해 확인되지 않으며, 일부 인장과 주화가 그에게 잘못 귀속되었다. 그에 대한 가장 초기의 서술은 그의 증손자인 사무드라굽타의 프라야그라지 기둥 비문에 나오며, 이는 왕조의 여러 후대 기록에서 그대로 반복된다.
번성한 마하데비 쿠마라데비에게서 태어난 마하라자디라자 찬드라굽타 (1세)의 아들이자 리차비족의 외손자인 마하라자디라자 사무드라굽타는 번성한 마하라자 가토트카차의 손자이자 번성한 마하라자 굽타의 증손자이다.

알라하바드 기둥 비문은 사무드라굽타의 조상들을 스리 굽타( 스리 구-프타), 스리 가토트카차굽타, 그리고 스리 찬드라굽타 1세로 명명한다. 일부 초기 학자들은 굽타가 이름으로 보이지 않기 때문에 왕조 창건자의 이름이 "스리굽타"(IAST: Śrigupta)였다고 믿었다. 그러나 현재는 스리가 경칭이며 왕의 이름의 필수적인 부분이 아니라는 점이 일반적으로 동의된다. "굽타"는 왕의 실제 이름이었다. 비슈누 사하스라나마는 비슈누의 1008가지 이름 중에 굽타를 언급하는데, 이는 굽타가 이름으로 사용될 수 있음을 시사한다. 이 이름은 "보호하다"는 뜻의 gup에서 유래했다.

## 시기
굽타는 아마도 3세기 후반에 통치했을 가능성이 높지만, 현재 존재하는 증거에 따르면 그의 통치 시기는 확실하게 연대를 알 수 없다. 그의 통치에 대한 다양한 추정치는 다음과 같다.
- R. K. 무케르지: 기원후 240–280년경
- A. S. 알테카르: 기원후 270–290년경
- V. A. 스미스: 기원후 275–300년경
- 테지 람 샤르마: 기원후 275–295년경
- S. R. 고엘: 기원후 295–300년경

## 정치적 지위
알라하바드 기둥 비문은 굽타와 그의 아들 가토트카차굽타에게는 마하라자( "대왕")라는 칭호를 사용한 반면, 후대의 통치자 찬드라굽타 1세에게는 마하라자디라자("대왕중왕")라는 칭호를 사용했다. 후대 시대에는 마하라자 칭호가 봉신 통치자들에 의해 사용되었는데, 이는 굽타와 가토트카차가 봉신왕이었다는 주장을 낳았다. 예를 들어, 학자들인 R. D. 바네르지와 K. P. 자야스왈은 그들이 쿠샨족의 봉신이었다고 이론화한다.
굽타와 가토트카차가 찬드라굽타 1세보다 낮은 지위를 가졌고 덜 강력했다는 점에는 의심의 여지가 없다. 그러나 굽타 이전과 굽타 이후 시대 모두에서 최고 주권자들이 마하라자 칭호를 사용한 몇몇 사례가 있으므로, 마하라자 칭호의 사용이 굽타의 봉신 지위에 대한 결정적인 증거로 간주될 수는 없다. 바카타카족을 포함한 여러 동시대 또는 거의 동시대 왕조의 주권 왕들이 마하라자 칭호를 사용했다. 또한, 쿠샨 제국은 굽타의 부상 이전에 이미 쇠퇴했으므로 굽타가 쿠샨의 봉신이었을 가능성은 낮다.

## 체리키토와의 동일시
7세기 중국 불교 승려 의정은 초기 한국 여행자(신라의 혜륜)의 여정 기록에서 고대에 실리급다(室利笈多) 왕이 중국 순례자들을 위해 미리가시아시아포노(므리가시카바나) 근처에 사원을 지었다고 언급한다. 이 왕은 사원 유지비를 위해 24개 마을의 수입을 기부했다. 이 사원의 벽돌 기초만이 의정 시대에 남아있었다.
화폐학자 존 앨런은 실리급다를 스리굽타의 한역으로 읽었다. J. F. 플리트는 이 이론에 반대하며, 의정의 기록에 따르면 체리키토는 그보다 500년 전(즉, 2세기)에 번성했으며, 굽타는 3세기 후반에 통치했다는 점을 지적했다. 또한, 굽타 비문에는 왕의 이름이 "굽타"(키토, 笈多로 음역될 것)로 되어 있으며, "스리굽타"(체리키토)가 아니다. 앨런은 왕의 시기에 대한 의정의 진술을 문자 그대로 받아들여서는 안 되며, 인도를 방문하는 중국 작가들이 종종 "스리"를 경칭으로 사용했다고 주장했다.
이용 가능한 증거에 따르면 굽타의 종교적 소속은 불분명하다. 역사가 A. K. 나라인은 그가 비슈누파였으며, 그의 왕국 내 불교 활동에 관대했다고 이론화한다. 이 후자의 시나리오는 주로 비슈누파였지만, 그들의 통치 하에 불교와 자이나교와 같은 이단적 종교 운동이 번성할 수 있었던 후기 굽타 군주들과 유사했을 것이다.

## 영토
D. C. 강굴리나 R. C. 마줌다르와 같은 일부 학자들은 의정의 묘사를 해석하여 사원이 날란다 동쪽 40 요자나 이상, 강가 강을 따라 위치했으며, 그 위치를 현재의 벵골 지역으로 비정했다. 마줌다르는 미리가시아시아포노를 벵골의 역사적인 바렌드라 지역에 위치한 스투파의 이름인 Mriga-sthapana의 음역으로 읽었다. 강굴리에 따르면, 이는 굽타 왕조가 벵골에서 시작되었음을 시사하며, 마줌다르에 따르면, 이는 벵골이 굽타 왕국의 일부였다는 것만을 증명한다.
B. P. 신하와 자간나트 아그라왈과 같은 다른 학자들은 의정의 기록에 나오는 미리가시아시아포노를 므리가시카바나(IAST: Mṛgaśikhāvana)의 음역으로 읽고, 이를 현재의 동부 우타르프라데시주에 있는 사르나트의 므리가다야(사슴 공원)와 동일시한다. 아슈비니 아그라왈은 미리가시아시아포노가 므리가슈타파나의 정확한 음역이 아니라고 주장한다. 므리가시카바나가 더 가깝고, 의정의 기록에 대한 다른 해석은 미리가시아시아포노가 사르나트에 위치했다고 시사한다. 신하는 혜륜이 날란다 동쪽에 위치했다고 잘못 언급했다고 이론화한다. 이 역사가들은 굽타 왕조가 동부 우타르프라데시주에서 시작되었다고 제안한다.

## 참고 문헌
- A. K. Narain (1983). 〈Religious Policy and Toleration in Ancient India with Particular Reference to the Gupta Age〉.   Bardwell L. Smith. 《Essays on Gupta Culture》. Motilal Banarsidass. ISBN 978-0-8364-0871-3.
- Ashvini Agrawal (1989). 《Rise and Fall of the Imperial Guptas》. Motilal Banarsidass. ISBN 978-81-208-0592-7.
- Dilip Kumar Ganguly (1987). 《The Imperial Guptas and Their Times》. Abhinav. ISBN 978-81-7017-222-2.
- R. C. Majumdar (1981). 《A Comprehensive History of India》. 3, Part I: A.D. 300-985. Indian History Congress / People's Publishing House. 17–52쪽. OCLC 34008529.
- Tej Ram Sharma (1989). 《A Political History of the Imperial Guptas: From Gupta to Skandagupta》. Concept. ISBN 978-81-7022-251-4.